# Mao Fumei

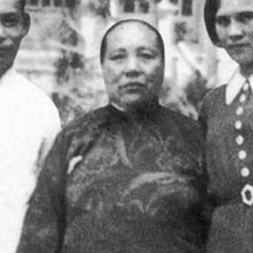
Mao Fumei

Mao Fumei, 9 november 1882-12 december 1939, jiaxiang: Zhejiang, Ningbo, Fenghua, was de eerste echtgenote van Chiang Kai-shek, de eerste, tweede, derde en vierde president van Republiek China. Ze is de moeder van Jiang Jingguo of Chiang Ching-kuo, de zesde en zevende president van Taiwan. Ze trouwde in de winter van 1901 op de leeftijd van negentien met de vijf jaar jongere Chiang Kai-shek, maar scheidden in 1927 van elkaar. Hun gearrangeerde huwelijk was niet echt vol liefde. De Japanners wilden in 1939 tijdens de Tweede Chinees-Japanse Oorlog vredesbesprekingen met Chiang onderhandelen. Chiang weigerde en als represaille werd de jiaxiang van Chiang gebombardeerd. Mao Fumei was op dat moment in Fenghua en kwam in het bombardement om het leven.